# شون موريس (لاعب اللاكروس)
شون موريس (بالإنجليزية: Sean Morris)‏ هو لاعب اللاكروس أمريكي، ولد في 10 سبتمبر 1982 في مارشفيلد في الولايات المتحدة.